# 南崁下
南崁下，是台灣桃園市蘆竹區的一個傳統地域名稱，也是全區行政中心所在地，位於該區中部偏東南。相較於今日行政區，其範圍大致包括南崁里、南榮里、興榮里、錦興里、錦中里、長興里南崁溪東岸地區、南興里、順興里、福昌里、正興里、福興里、蘆興里。

## 歷史
台灣清治末期至日治前期，南崁下地區為一街庄，稱為「南崁下庄」，隸屬於桃澗堡。該庄西北隔南崁溪及其支流大坑溪、茄苳溪與南崁內厝庄為界，東北隔大坑溪與南崁廟口庄為界，東與南崁頂庄為鄰，南邊為水汴頭庄、埔仔庄，西南邊隔茄苳溪與大竹圍庄為界，西邊隔茄苳溪及陸界與蘆竹厝庄為界。
1901年（日治明治三十四年）11月，全台廢縣廳改設二十廳，該庄隸屬於桃仔園廳。1903年（明治三十六年），改名桃園廳。1909年（明治四十二年）10月，合併二十廳為十二廳，該庄隸屬不變。1920年（大正九年），該庄改制並改名為「南崁下」大字，隸屬於新竹州桃園郡蘆竹庄。
戰後蘆竹庄改制為蘆竹鄉，隸屬於新竹縣，大字亦改制為村。1950年桃、竹、苗分治，蘆竹鄉改隸屬於桃園縣。2014年12月桃園縣升格為直轄桃園市，蘆竹鄉改制為蘆竹區，村亦改制為里。

## 聚落
本地區發展較早的聚落有九節梘、公館仔、下園仔、南崁、田心仔、圳腳、頂河底、下河底、三角竹圍仔、拔仔埔等，在日治期初期的官方地圖上已有記載。此外，本地區尚有圳頭下、南崁下、河底、河底崁頭等聚落。

## 交通
國道1號又稱「中山高速公路」，是台灣西部兩條縱向高速公路之一，大致以東北－西南走向經過南崁下地區東南部。境內未設交流道，東北側最近是國道2號機場系統交流道，而最近的一般交流道的是省道台4線交會處的桃園交流道（南崁），西南側最近的是市道110甲線交會處的內壢交流道，由此等進入可快速前往台灣西部各地。
省道台4線（南崁路二段）是竹圍到石門的幹道，大致以西北—東南走向轉北北西—南南東走向經過本地區北部及東部。由該道路向西北可前往竹圍地區北部的省道台15線路口，向南南東可前往桃園、八德等地。
區道桃2線（長榮路）是公埔至南勢角的道路，其西側端點位於本地區北部省道台4線路口。由此向東北過大坑溪出境後，轉東北東可前往營盤坑、赤塗崎、南勢角並止於桃園市、新北市邊界，續行接新北市區道北121線。
區道桃3線（南山路一段）是後壁厝至南崁的道路，其南側端點位於本地區東北部省道台4線路口。由此向北北東出境後轉北北西可前往公埔、山鼻子、山腳、後壁厝、大坑並止於區道桃1線路口。
區道桃6線（南竹路二段～一段、中正路、南崁路175巷、南上路）是大竹至龜山大湖的道路，大致以西南—東北走向轉北北西—南南東走向與省道台4線共級一小段路後轉西南西—東北東走向蜿蜒經過本地區。由該道路向西南轉西南西可前往大竹聚落並止於市道110號路口，向東北東轉東南東再轉東北東可前往龜山大坑、大湖並止於忠義路二段路口。
區道桃17線（蘆興街、蘆興南路）是蘆竹至桃園市區的道路，大致以北北西—南南東走向轉東北—西南沿本地區西部邊界蜿蜒而行，後轉西北—東南走向經過本地區西南部。由該道路向北北西轉西可前往蘆竹聚落並止於區道桃15線路口，向東南可經埔子地區的車店子前往桃園市區並止於省道台1線萬壽路、復興路路口。

## 學校
- 桃園市立光明國民中學
- 桃園市立光明國民小學
- 桃園市立錦興國民小學